# Gare de Skagen
Pour les articles homonymes, voir Skagen (homonymie).
La gare de Skagen est la principale gare ferroviaire de la ville de Skagen au nord du Jutland, au Danemark. Elle est située au centre-ville de Skagen, à la Sankt Laurentii Vej, la principale artère de la ville. C'est le terminus nord de la ligne ferroviaire de Frederikshavn à Skagen et également la gare la plus septentrional du Danemark.
Elle est mise en service en 1890 et le bâtiment actuel date de 1919.

## Situation ferroviaire

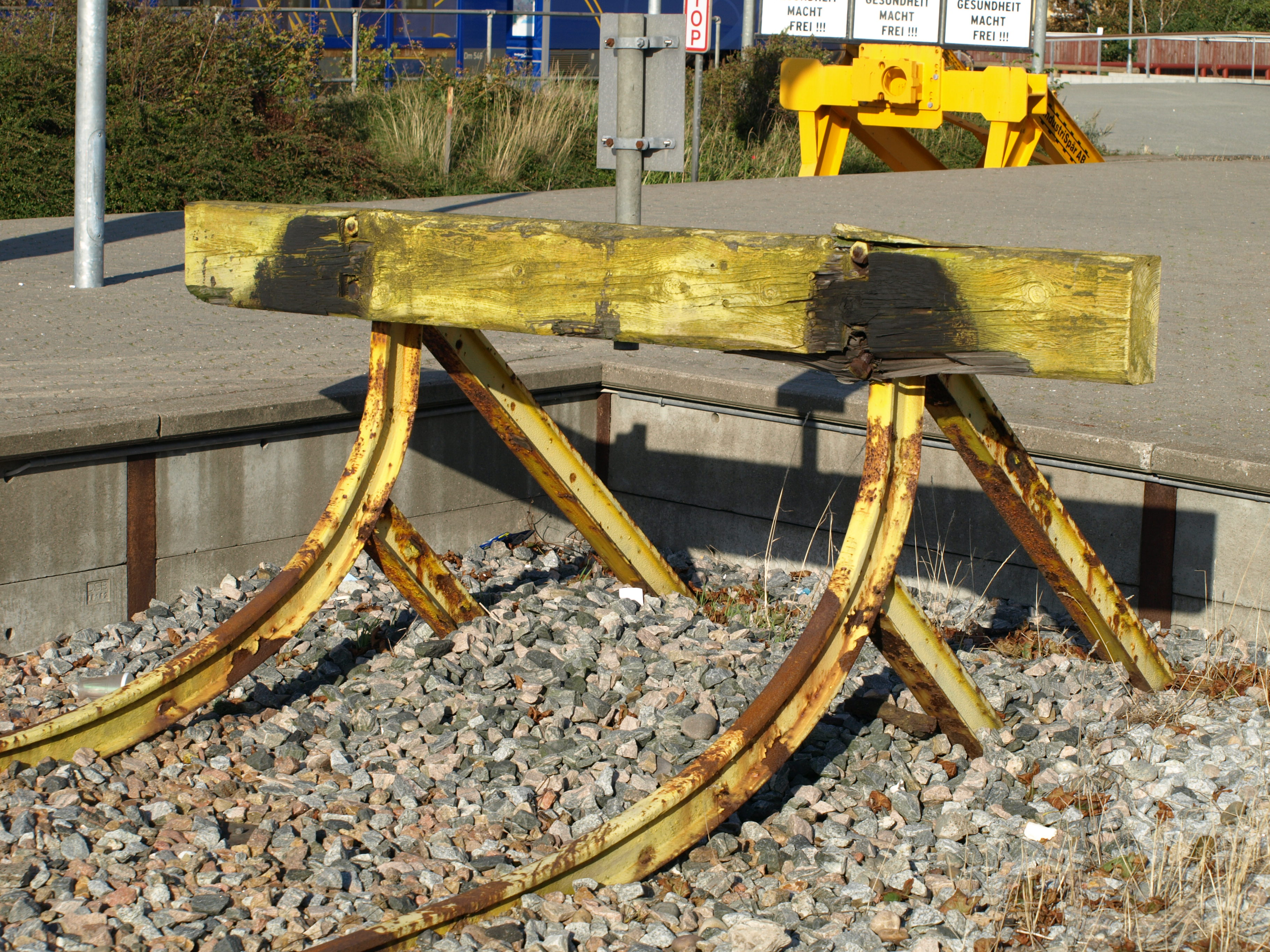
Fin de la ligne.

Établie à 2,4 mètres d'altitude, la gare de Skagen est le terminus nord de la ligne de Frederikshavn à Skagen qui relie la ville de Skagen à la gare de Frederikshavn et de là le reste du réseau ferroviaire danois. Elle dessert la partie centrale et orientale de Skagen, tandis que l'arrêt de Frederikshavnsvej dessert la partie ouest de Skagen
Une voie ferrée industrielle relie la gare avec le port de Skagen.

## Histoire

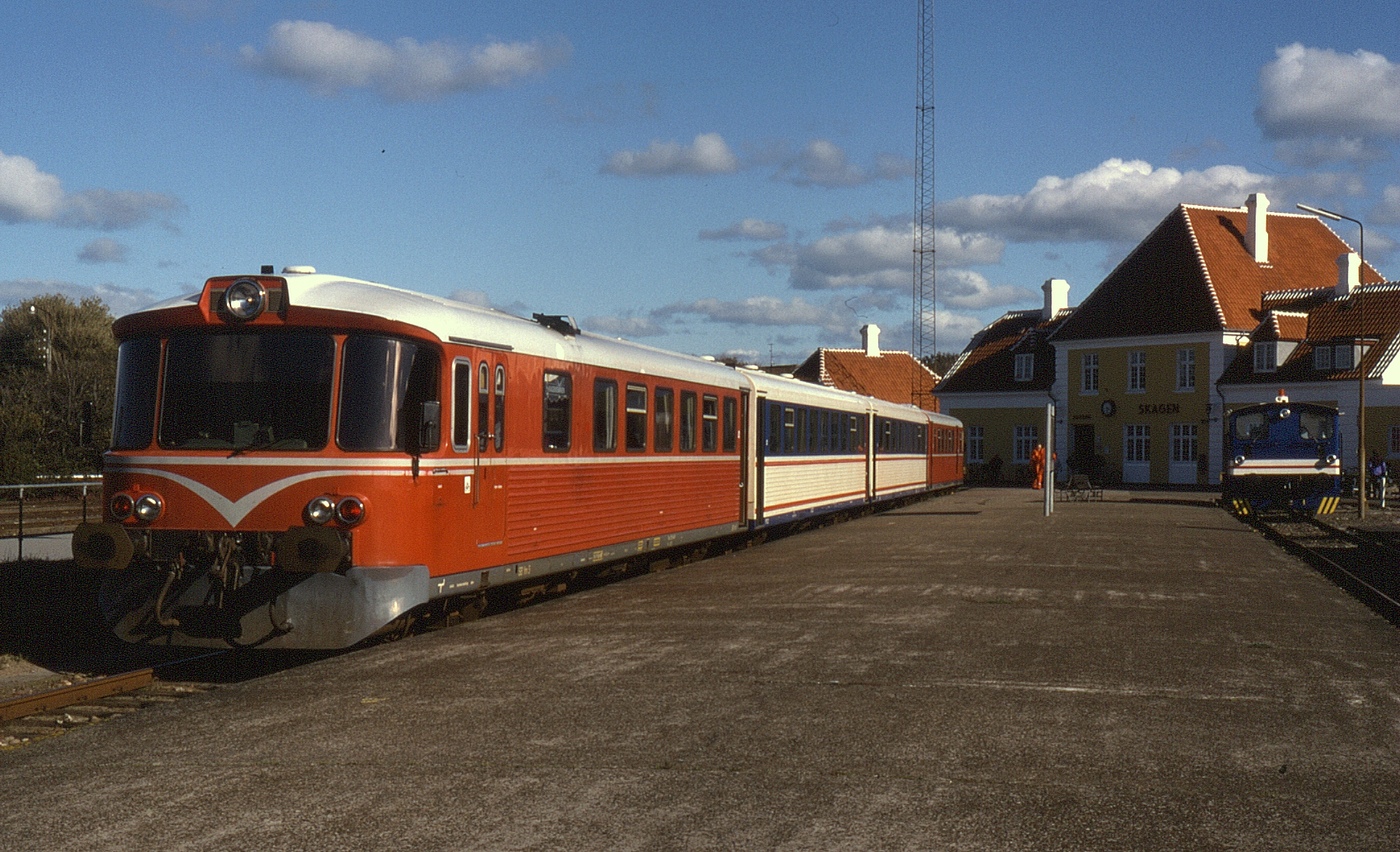
La gare de Skagen en 1997.

La gare a ouvert ses portes en 1890 pour servir de terminus à la nouvelle ligne de chemin de fer à voie étroite de Frederikshavn à Skagen,.
En 1924, la ligne de chemin de fer a été convertie de voie ètroite à l'écartement standard pour éviter la nécessité de transférer des cargaisons de poisson à Frederikshavn. À la suite de la conversion, l'alignement à travers la ville de Skagen ainsi que la disposition de la gare de Skagen ont été considérablement modifiées.

## Architecture

La gare de Skagen.

Le premier bâtiment d'accueil de la gare, datant de 1890, a été conçu par l'architecte Thomas Arboe. Le bâtiment actuel a été construit en 1919 et est l'œuvre de l'architecte Ulrik Plesner. Il est dans le style des maisons typiques de la ville, en plâtre jaune avec des toits de tuiles rouges avec des garnitures blanches qui ont été construites à Skagen de 1890 à 1930 et conçues par Plesner. Il a également été l'architecte de nombreux autres bâtiments de la ville, notamment l'hôtel Brøndum et le musée de Skagen.

## Service des voyageurs

### Desserte

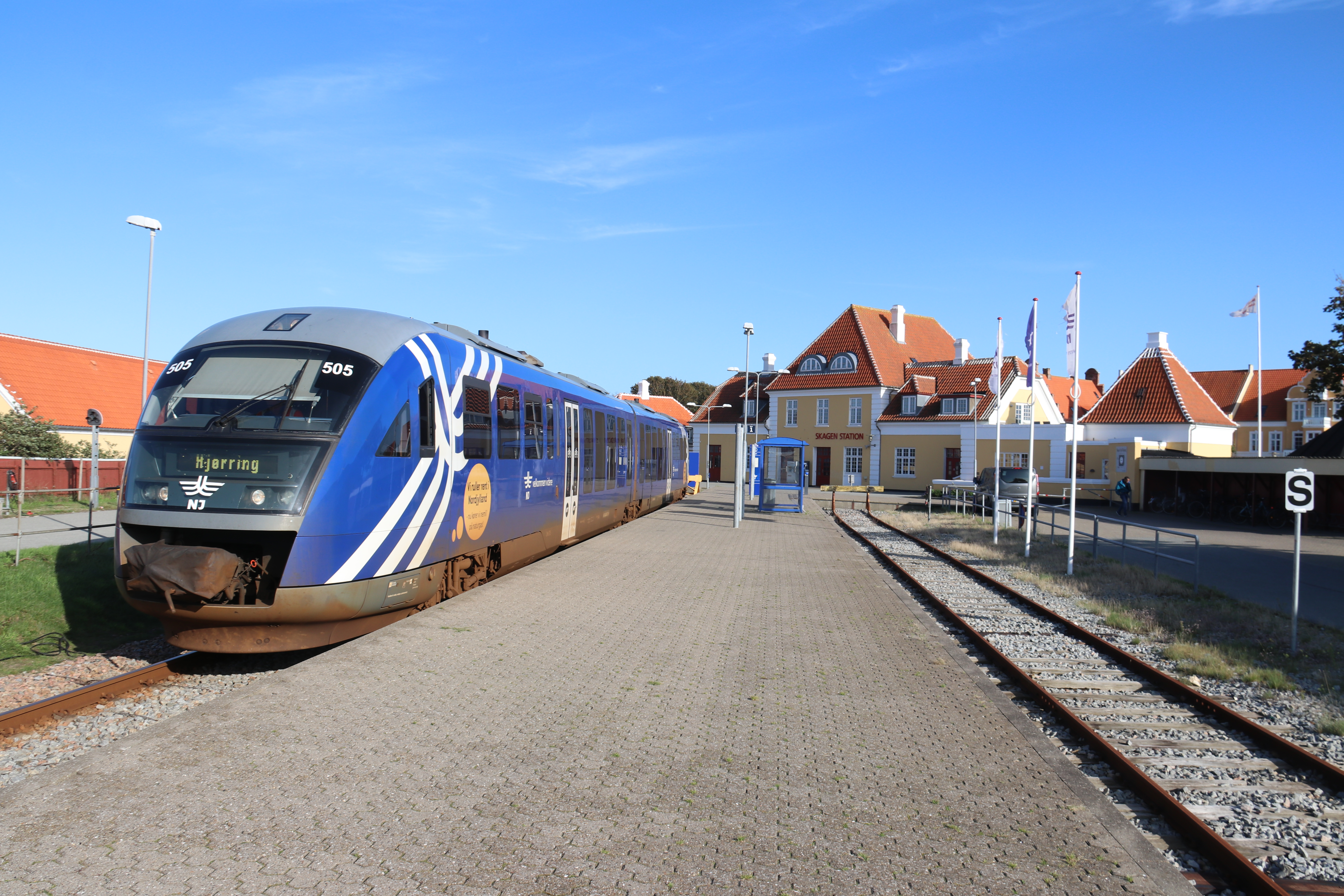
Train local à la gare de Skagen en 2019.

Les services de train sont actuellement exploités par l'entreprise ferroviaire regionale Nordjyske Jernbaner (NJ) qui gère des services de train locaux fréquents de la gare de Skagen à la gare de Frederikshavn avec des liaisons de lá vers le reste du Danemark.
Dans une période au cours des années 1990, il y avait des liaisons InterCity directes entre Copenhague et Skagen, exploitées par l'entreprise ferroviaire de l'état Danske Statsbaner.